# Бјалисток
Бјалисток (пољ. Białystok, литв. Balstogė) град је у Пољској. Налази се у Војводству Подласко (пољ. podlaskie). Ово је град са статусом повјата и спада у општину Бјалисток. Кроз град протиче река Бјала. Бјалисток је највећи град у североисточној Пољској. Град има 294.193 становника, а густина насељености износи 2.887 становника по km². Град се простире на површини од 102,12 km², а надморска висина износи 120-160 m. Бјалисток статус града има од 27. јула 1692. године. Градоначелник града је Тадеуш Трусколаски (пољ. Tadeusz Truskolaski).
Бјалисток има улогу економског, научног и културног центра региона, које заједно са околним општинама чини Бјалистоцку агломерацију.

## Порекло назива
Иако се данас сток преводи као падина, првобитни назив насеља потиче од реке која кроз њега протиче. На старом пољском, бјали сток је била чиста, брза река (biały - чиста, stok - поток; река која клизи низ падину). Тако неупадљива данас, река Бјала (обично је зову Бјалка), која протиче кроз центар града, дала јој је име.
Због мењања граница и демографије током векова, град је познат као блр. Беласток (Byelastok?, Biełastok? ), јидиш ביאַליסטאָק (Byalistok, Bjalistok), литв. Baltstogė, Balstogė, и рус. Белосток (Belostok, Byelostok).

## Историја
Археолошка открића показују да су прва насеља на подручју данашњег Бјалистока настала у каменом добу. Гробнице древних досељеника налазе се у округу Дојлиди. У раном гвозденом добу, људи су се населили у овој области производећи кургане, гробнице поглавица у области која се налази у данашњем селу Ростолти. Од тада је област Бјалистока на раскршћу култура. Трговачки путеви који су повезивали Балтичко са Црним морем погодовали су развоју насеља са јотвингијско-русинско-пољским културним карактеристикама.
Град Бјалисток постоји пет векова и за то време на судбину града утицале су различите политичке и економске силе.
Сачувани документи потврђују да је око 1437. године представник породице Рачков, Јакуб Табутович добио грб са лабудом од Михаила Жигимантајтиса, сина Сигисмунда Кестутаитиса, војводе Литваније, и област уз реку Бјалу што је означила почетак Бјалистока као насеља. Бјалисток је административно био део Подласког војводства, а после 1569. и део Малопољског вилајета Круне Краљевине Пољске.
Од 1547. године насеље је у власништву породице Весиоловски, која је основала прву школу. Прва зидана црква и замак изграђени су између 1617. и 1826. Двоспратни дворац, изграђен на правоугаоној основи у готско-ренесансном стилу, дело је Јова Бретфуса. Доградњу замка наставио је Кшиштоф Весиоловски, старост Тикоћина, велики маршал Литваније од 1635. године и супруг Александре Маријане Собјеске. Године 1637. умро је без деце, и као резултат тога, Бјалисток је дошао под управу његове удовице. Након њене смрти 1645. године, имање Висиоловског, укључујући Бјалисток, прешло је у руке Круне да покрије трошкове одржавања замка Тикоћин. У годинама 1645–1659 Бјалистоком су управљали старости Тикоћина.
Године 1661. додељена је Стефану Чарњецком као награда за његову службу у победи над Швеђанима током Потопа. Четири године касније дат је у мираз његове ћерке Александре, која се удала за маршала крунског двора Јана Клеменса Браничког и тако прешла у руке породице Браницки. Године 1692. Стефан Миколај Браницки, син Јана Клеменса Браницког, добио је градска права за Бјалисток од краља Јана III Собјеског. Подигао је дворац Браницки на темељима замка породице Весиоловски. У првој половини осамнаестог века власништво над градом наследио је пољски крунски хетман Јан Клеменс Браницки. Он је палату коју је изградио његов отац претворио у величанствену резиденцију, коју су често посећивали пољски краљеви и песници. Године 1745. основана је прва војна техничка школа у Пољској у Бјалистоку, а 1748. године у граду је основано једно од најстаријих позоришта у Пољској. Основане су нове школе, међу којима и балетска школа. Године 1749., пољски краљ Август III од Пољске је проширио границе града. Године 1770, под покровитељством Изабеле Поњатовске, основана је школа за бабице, на основу које је 1805. основан Институт за акушерство.
Крајем осамнаестог века дошло је до поделе Пољско-литванске заједнице, у три корака, између суседних држава. Краљевина Пруска је током треће поделе стекла Бјалисток и околни регион. Град је постао главни град провинције Нове Источне Пруске 1795. године. Пруска је изгубила територију након победе Наполеона Бонапарте у рату Четврте коалиције пошто је Тилзитски мир из 1807. године доделио ову област Руској Империји, које је организовало регион у Белосточку област, са градом као регионалним центром. Школство и високо образовање у Бјалистоку, које се интензивно развијало у 18. веку, прекинуто је као последица подела. Касније у 19. веку, Бјалисток је израстао у значајан центар текстилне индустрије, највећи после Лођа у тада подељеној Пољској. Године 1862. покренута је железничка веза која је повезивала Бјалисток са Варшавом, Гродном, Вилњусом и Санкт Петербургом. После неуспешног новембарског а потом и јануарског устанка, појачавају се политика русификације и антипољске репресије, а после 1870. године уведена је забрана употребе пољског језика на јавним местима. Године 1912. изграђен је царски затвор, који је служио и као транзитни затвор за Пољаке депортоване у Сибир.
Крајем деветнаестог века, као резултат одлива Пољака због руских дискриминаторних прописа, већина становништва града је била Јеврејска. Према руском попису из 1897. године, од укупног становништва од 66.000, Јевреји су чинили 41.900 (дакле, око 63 %). Ово наслеђе се може видети на Стази јеврејског наслеђа у Бјалистоку. Погром у Бјалистоку догодио се између 14. и 16. јуна 1906. у граду. Током погрома Руси су убили између 81 и 88 људи, а рањено око 80 људи.
Прве анархистичке групе које су привукле значајније следбенике руских радника или сељака биле су анархо-комунистичке групе Черное-Знамија, основане у Бјалистоку 1903.
Током Првог светског рата округ Бјалисток-Гродно је био административна територијална јединица немачког Обер Оста. Састојао се од града, као главног града, и околног Подласког региона, што је отприлике одговарало територији раније Белосточке области. На крају Првог светског рата град је постао део нове независне Друге Пољске Републике, као главни град Војводства Бјалистока (1919–1939). Током Пољско-совјетског рата 1919–1920, Црвена армија и Привремено пољски револуционарни комитет су држали град током битке за Варшаву. Током контраофанзиве, град је враћен под пољску контролу након битке код Бјалистока.
После ратова и поновног успостављања независне Пољске, пољско образовање у Бјалистоку је обновљено и текстилна индустрија је оживела. Основана је општинска јавна библиотека, основани су спортски клубови, укључујући Јагјелоњу Бјалисток, а тридесетих година 20. века изграђено је драмско позориште.
Са почетком Другог светског рата, Пољску су напали Немачка и Совјетски Савез. У почетку је Бјалисток накратко био окупиран од стране Немачке, а немачкаАјнзацгрупа IV је ушла у град 20-21. септембра 1939. чинећи злочине против становништва. Након тога, Немци су град предали Совјетском Савезу, у складу са споразумом Рибентроп—Молотов. Под совјетском окупацијом, укључен је у састав Белоруске ССР од 1939. до 1941. као главни град Беласточке области. Пољаци су били депортовани дубоко у Совјетски Савез (Сибир, Казахстан, Далеки север). Предратни градоначелник Северин Новаковски је ухапшен од стране НКВД-а у октобру 1939. и вероватно депортован у СССР, међутим његова судбина остаје непозната. НКВД је преузео локални затвор. Пољски покрет отпора је био активан у граду, који је био седиште једне од шест главних команди Савеза оружане борбе у окупираној Пољској (поред Варшаве, Кракова, Познања, Торуња и Лавова). Рођен у Бјалистоку и будући председник Пољске у егзилу Ришард Качоровски био је члан локалног пољског отпора и ухапшен је у граду од стране НКВД-а 1940. године. У почетку су га Совјети осудили на смрт, али је на крају осуђен на 10 година принудног рада у логорима и депортован на Колиму, одакле је пуштен 1942., када се придружио Андерсовој војсци.
Током немачке инвазије на Совјетски Савез 1941. године, немачка војска је 27. јуна 1941. окупирала Бјалисток током битке за Бјалисток и Минск, а град је постао главни град Безирк Бјалистока, посебног региона Пољске под немачком окупацијом, до 1944. године. Велику синагогу су Немци спалили 27. јуна 1941. године, са процењеним бројем од 2.000 Јевреја унутра. Од самог почетка, нацисти су водили немилосрдну политику пљачке и уклањања ненемачког становништва. Немци су управљали нацистичким затвором у граду, и логором за принудни рад за јеврејске мушкарце. Од 1943. године Зихерхајтсполицај је вршио депортације Пољака, укључујући и тинејџере, из локалног затвора у концентрациони логор Штутхоф. 56.000 јеврејских становника града било је заточено у гету. Дана 15. августа 1943. почео је устанак у Бјалисточком гету, а неколико стотина пољских Јевреја и припадника Антифашистичке војне организације (пољ. Antyfaszystowska Organizacja Bojowa) започело је оружану борбу против немачких трупа које су спроводиле планирану ликвидацију гета са депортацијама у логор Треблинка.
Град је пао под контролу Црвене армије 27. јула 1944. Совјети су извршили масовна хапшења припадника пољског отпора у граду и региону и затворили их у Бјалистоку. 20. септембра 1944. град је враћен Пољској, иако са совјетским комунистичким режимом, који је остао на власти до пада комунизма 1980-их, а совјетски НКВД и Смерш наставили су прогон пољског отпора у наредним месецима. Од новембра 1944. до јануара 1945. Руси су депортовали скоро 5.000 Пољака из локалног затвора у Совјетски Савез. Касније су совјетски комунисти држали политичке затворенике и друге припаднике пољског отпора у локалном затвору, а до 1956. године су тамо вршили и сахрањивање стрељаних припадника пољског отпора.
После рата, град је постао главни град првобитног Бјалисточког војводства (1945–1975) Народне Републике Пољске. Након административне реорганизације 1975. године, град је био главни град мањег војводства Бјалисток (1975–1998). Од 1999. је главни град Подласког војводства, Република Пољска.

## Географија
Бјалисток се налази у Бјалисточкој висоравни (пољ. Wysoczyzna Białostocka) у Подлаској равници (пољ. Nizina Północnopodlaska), делу онога што је колективно познато као Зелена плућа Пољске. То је највећи пољски град у близини Белорусије и Литваније. Кроз град пролази река Бјала, лева притока реке Супрасл. Пејзаж Бјалисточког узвишења је разноврстан, са високим моренским брдима и камама изнад 200 м надморске висине. Глацијалне равнице формиране од седимената таложених отапањем ледника на крају леденог доба, прекривене су шумама.
Шуме су важан део карактера града, оне тренутно заузимају око 1.846 ха (18% административне површине града) што га сврстава у пети град по „шумовитости” у Пољској; иза Катовице (38%), Бидгошћа (30%), Торуња (22,9%) и Гдањска (17,6%).
Део Книшинске шуме је сачуван у границама града са два резервата природе— укупне површине 105 ха. Природни резерват шума Звјерзињецки (пољ. Rezerwat przyrody Las Zwierzyniecki), који се налази у границама града, обухвата 33,48 ха луга са доминантним храстом и грабом. Резерват природе Антоњук (пољ. Rezerwat Przyrody Antoniuk) је парк површине 70,07 ha (173,1 acres) у граду који чува природно стање шумског фрагмента карактеристичног за Бјалисточку висораван, са доминантном мешовитом шумом леске и смрче.
Са 40 ха шуме који леже у близини језера Дојлиди управља Централни центар за спорт и рекреацију Бјалистока (пољ. Białostocki Ośrodek Sportu i Rekreacji – BOSiR). Рекреациона зона Дојлиди укључује јавну плажу, стазе за шетњу, посматрање птица и пецање.

### Клима
Град има умереноконтиненталну климу (Dfb) према Кепеновом систему класификације климе под изотермом од 0 °C (32 °F) за просечну температуру најхладнијег месеца, или океанску климу (Cfb) ако се користи изотерма −3 °C (27 °F). Бјалисток је један од најхладнијих градова у Пољској по годишњој температури и са климом која има највише континенталних карактеристика, као што је случај за већи део североисточне Пољске, са средњом годишњом температуром од 7,7 °C (45,9 °F) и дужина вегетације износи 205 дана, краћа него у другим деловима Пољске.
Док су зиме прилично благе у поређењу са другим градовима на сличној географској ширини, као што су Самара, Барнаул, или Едмонтон, оне су релативно хладне по пољским стандардима и још хладније него у западној Европи (у градовима попут Бремена и Даблина). Дани су обично прилично хладни са мало сунца, са временским обрасцима који се мењају од оних на које утичу системи ниског притиска које генерише исландски низак (када је време често облачно, хладно, влажно, кишовито и/или снежно) до повремених продора хладне ваздушне масе из Сибира или Арктика (Сибирски високи), које су, због североисточног положаја града, чешће него у другим деловима Пољске. Зиме су стога обично неколико степени хладније него другде у Пољској. Температуре испод −20 °C (−4 °F) су могуће зими, али су ретке. Снежни покривач је присутан на тлу више од половине зиме. Лета су обично топла, сунчана и пријатна и повремено врућа, али су ипак мало хладнија него у већем делу Пољске. Више кише пада у летњим месецима него у било ком другом периоду године.
Центар Бјалистока, као и већина урбаних подручја, доживљава ефекат урбаног топлотног острва, стога је већину времена град топлији од околног села. Температуре у центру града су у просеку за 2,3 °C (36,1 °F) више него у околним селима, са већим разликама између дневних и ноћних температура чак и током топлије половине године, посебно у пролеће.
| Клима Бјалисток (1991–2020 нормале, екстреми 1951–данас)       | Клима Бјалисток (1991–2020 нормале, екстреми 1951–данас) | Клима Бјалисток (1991–2020 нормале, екстреми 1951–данас) | Клима Бјалисток (1991–2020 нормале, екстреми 1951–данас) | Клима Бјалисток (1991–2020 нормале, екстреми 1951–данас) | Клима Бјалисток (1991–2020 нормале, екстреми 1951–данас) | Клима Бјалисток (1991–2020 нормале, екстреми 1951–данас) | Клима Бјалисток (1991–2020 нормале, екстреми 1951–данас) | Клима Бјалисток (1991–2020 нормале, екстреми 1951–данас) | Клима Бјалисток (1991–2020 нормале, екстреми 1951–данас) | Клима Бјалисток (1991–2020 нормале, екстреми 1951–данас) | Клима Бјалисток (1991–2020 нормале, екстреми 1951–данас) | Клима Бјалисток (1991–2020 нормале, екстреми 1951–данас) | Клима Бјалисток (1991–2020 нормале, екстреми 1951–данас) |
| Показатељ \ Месец                                              | .Јан.                                                    | .Феб.                                                    | .Мар.                                                    | .Апр.                                                    | .Мај.                                                    | .Јун.                                                    | .Јул.                                                    | .Авг.                                                    | .Сеп.                                                    | .Окт.                                                    | .Нов.                                                    | .Дец.                                                    | .Год.                                                    |
| -------------------------------------------------------------- | -------------------------------------------------------- | -------------------------------------------------------- | -------------------------------------------------------- | -------------------------------------------------------- | -------------------------------------------------------- | -------------------------------------------------------- | -------------------------------------------------------- | -------------------------------------------------------- | -------------------------------------------------------- | -------------------------------------------------------- | -------------------------------------------------------- | -------------------------------------------------------- | -------------------------------------------------------- |
| Апсолутни максимум, °C (°F)                                    | 11,4 (52,5)                                              | 16,4 (61,5)                                              | 21,8 (71,2)                                              | 29,3 (84,7)                                              | 31,7 (89,1)                                              | 32,8 (91)                                                | 36,0 (96,8)                                              | 35,2 (95,4)                                              | 33,6 (92,5)                                              | 25,4 (77,7)                                              | 18,5 (65,3)                                              | 13,8 (56,8)                                              | 36,0 (96,8)                                              |
| Средњи максимум, °C (°F)                                       | 6,3 (43,3)                                               | 8,2 (46,8)                                               | 15,4 (59,7)                                              | 23,2 (73,8)                                              | 27,0 (80,6)                                              | 29,4 (84,9)                                              | 30,9 (87,6)                                              | 30,8 (87,4)                                              | 25,9 (78,6)                                              | 20,1 (68,2)                                              | 13,2 (55,8)                                              | 7,6 (45,7)                                               | 32,4 (90,3)                                              |
| Максимум, °C (°F)                                              | −0,4 (31,3)                                              | 1,1 (34)                                                 | 6,1 (43)                                                 | 13,6 (56,5)                                              | 19,2 (66,6)                                              | 22,2 (72)                                                | 24,3 (75,7)                                              | 23,7 (74,7)                                              | 18,1 (64,6)                                              | 11,7 (53,1)                                              | 5,2 (41,4)                                               | 1,0 (33,8)                                               | 12,2 (54)                                                |
| Просек, °C (°F)                                                | −2,8 (27)                                                | −1,9 (28,6)                                              | 1,7 (35,1)                                               | 7,9 (46,2)                                               | 13,1 (55,6)                                              | 16,4 (61,5)                                              | 18,4 (65,1)                                              | 17,5 (63,5)                                              | 12,6 (54,7)                                              | 7,4 (45,3)                                               | 2,7 (36,9)                                               | −1,2 (29,8)                                              | 7,7 (45,9)                                               |
| Минимум, °C (°F)                                               | −5,4 (22,3)                                              | −4,9 (23,2)                                              | −2,4 (27,7)                                              | 2,2 (36)                                                 | 6,8 (44,2)                                               | 10,3 (50,5)                                              | 12,6 (54,7)                                              | 11,6 (52,9)                                              | 7,7 (45,9)                                               | 3,6 (38,5)                                               | 0,2 (32,4)                                               | −3,6 (25,5)                                              | 3,2 (37,8)                                               |
| Средњи минимум, °C (°F)                                        | −18,5 (−1,3)                                             | −16,3 (2,7)                                              | −11,1 (12)                                               | −5,0 (23)                                                | −0,7 (30,7)                                              | 3,8 (38,8)                                               | 6,9 (44,4)                                               | 5,3 (41,5)                                               | 0,1 (32,2)                                               | −5,1 (22,8)                                              | −8,3 (17,1)                                              | −14,7 (5,5)                                              | −21,8 (−7,2)                                             |
| Апсолутни минимум, °C (°F)                                     | −35,4 (−31,7)                                            | −32,9 (−27,2)                                            | −24,0 (−11,2)                                            | −8,3 (17,1)                                              | −4,5 (23,9)                                              | −0,2 (31,6)                                              | 4,2 (39,6)                                               | 0,2 (32,4)                                               | −5,1 (22,8)                                              | −11,2 (11,8)                                             | −20,7 (−5,3)                                             | −29,3 (−20,7)                                            | −35,4 (−31,7)                                            |
| Количина падавина, mm (in)                                     | 33,8 (1,331)                                             | 31,4 (1,236)                                             | 34,6 (1,362)                                             | 37,7 (1,484)                                             | 69,1 (2,72)                                              | 65,4 (2,575)                                             | 86,5 (3,406)                                             | 69,4 (2,732)                                             | 56,0 (2,205)                                             | 47,2 (1,858)                                             | 39,2 (1,543)                                             | 39,9 (1,571)                                             | 610,2 (24,024)                                           |
| Дани са падавинама (≥ 0.1 mm)                                  | 16,50                                                    | 14,91                                                    | 14,17                                                    | 11,23                                                    | 12,67                                                    | 13,27                                                    | 14,53                                                    | 11,70                                                    | 11,83                                                    | 12,97                                                    | 15,23                                                    | 16,00                                                    | 165,01                                                   |
| Дани са снегом (≥ 0 cm)                                        | 19,6                                                     | 17,8                                                     | 10,0                                                     | 1,3                                                      | 0,0                                                      | 0,0                                                      | 0,0                                                      | 0,0                                                      | 0,0                                                      | 0,6                                                      | 5,0                                                      | 14,4                                                     | 68,7                                                     |
| Релативна влажност, %                                          | 88,4                                                     | 85,1                                                     | 77,8                                                     | 69,8                                                     | 71,2                                                     | 73,1                                                     | 75,4                                                     | 77,2                                                     | 82,5                                                     | 85,5                                                     | 90,0                                                     | 90,4                                                     | 80,5                                                     |
| Сунчани сати — месечни просек                                  | 38,1                                                     | 57,4                                                     | 122,1                                                    | 185,7                                                    | 254,1                                                    | 259,3                                                    | 256,9                                                    | 250,5                                                    | 161,8                                                    | 102,1                                                    | 38,4                                                     | 28,9                                                     | 1.755,3                                                  |
| Извор #1: Завод за метеорологију и водопривреду                |                                                          |                                                          |                                                          |                                                          |                                                          |                                                          |                                                          |                                                          |                                                          |                                                          |                                                          |                                                          |                                                          |
| Извор #2: Meteomodel.pl (records, relative humidity 1991–2020) |                                                          |                                                          |                                                          |                                                          |                                                          |                                                          |                                                          |                                                          |                                                          |                                                          |                                                          |                                                          |                                                          |

| Клима Климатски подаци за Бјалисток (Дојлиди), надморска висина: 148 м, 1961-1990 нормале и екстремни | Клима Климатски подаци за Бјалисток (Дојлиди), надморска висина: 148 м, 1961-1990 нормале и екстремни | Клима Климатски подаци за Бјалисток (Дојлиди), надморска висина: 148 м, 1961-1990 нормале и екстремни | Клима Климатски подаци за Бјалисток (Дојлиди), надморска висина: 148 м, 1961-1990 нормале и екстремни | Клима Климатски подаци за Бјалисток (Дојлиди), надморска висина: 148 м, 1961-1990 нормале и екстремни | Клима Климатски подаци за Бјалисток (Дојлиди), надморска висина: 148 м, 1961-1990 нормале и екстремни | Клима Климатски подаци за Бјалисток (Дојлиди), надморска висина: 148 м, 1961-1990 нормале и екстремни | Клима Климатски подаци за Бјалисток (Дојлиди), надморска висина: 148 м, 1961-1990 нормале и екстремни | Клима Климатски подаци за Бјалисток (Дојлиди), надморска висина: 148 м, 1961-1990 нормале и екстремни | Клима Климатски подаци за Бјалисток (Дојлиди), надморска висина: 148 м, 1961-1990 нормале и екстремни | Клима Климатски подаци за Бјалисток (Дојлиди), надморска висина: 148 м, 1961-1990 нормале и екстремни | Клима Климатски подаци за Бјалисток (Дојлиди), надморска висина: 148 м, 1961-1990 нормале и екстремни | Клима Климатски подаци за Бјалисток (Дојлиди), надморска висина: 148 м, 1961-1990 нормале и екстремни | Клима Климатски подаци за Бјалисток (Дојлиди), надморска висина: 148 м, 1961-1990 нормале и екстремни |
| Показатељ \ Месец                                                                                     | .Јан.                                                                                                 | .Феб.                                                                                                 | .Мар.                                                                                                 | .Апр.                                                                                                 | .Мај.                                                                                                 | .Јун.                                                                                                 | .Јул.                                                                                                 | .Авг.                                                                                                 | .Сеп.                                                                                                 | .Окт.                                                                                                 | .Нов.                                                                                                 | .Дец.                                                                                                 | .Год.                                                                                                 |
| --- | --- | --- | --- | --- | --- | --- | --- | --- | --- | --- | --- | --- | --- |
| Апсолутни максимум, °C (°F)                                                                           | 10,9 (51,6)                                                                                           | 16,4 (61,5)                                                                                           | 21,8 (71,2)                                                                                           | 27,4 (81,3)                                                                                           | 30,1 (86,2)                                                                                           | 32,4 (90,3)                                                                                           | 34,8 (94,6)                                                                                           | 34,6 (94,3)                                                                                           | 29,8 (85,6)                                                                                           | 25,4 (77,7)                                                                                           | 16,8 (62,2)                                                                                           | 13,8 (56,8)                                                                                           | 34,8 (94,6)                                                                                           |
| Максимум, °C (°F)                                                                                     | −2,2 (28)                                                                                             | −0,6 (30,9)                                                                                           | 4,4 (39,9)                                                                                            | 12,0 (53,6)                                                                                           | 18,4 (65,1)                                                                                           | 21,5 (70,7)                                                                                           | 22,6 (72,7)                                                                                           | 22,1 (71,8)                                                                                           | 17,4 (63,3)                                                                                           | 11,5 (52,7)                                                                                           | 4,6 (40,3)                                                                                            | 0,2 (32,4)                                                                                            | 10,99 (51,78)                                                                                         |
| Просек, °C (°F)                                                                                       | −4,8 (23,4)                                                                                           | −3,8 (25,2)                                                                                           | 0,2 (32,4)                                                                                            | 6,7 (44,1)                                                                                            | 12,9 (55,2)                                                                                           | 16,1 (61)                                                                                             | 17,3 (63,1)                                                                                           | 16,3 (61,3)                                                                                           | 12,0 (53,6)                                                                                           | 7,2 (45)                                                                                              | 2,2 (36)                                                                                              | −2,1 (28,2)                                                                                           | 6,68 (44,04)                                                                                          |
| Минимум, °C (°F)                                                                                      | −7,7 (18,1)                                                                                           | −6,8 (19,8)                                                                                           | −3,4 (25,9)                                                                                           | 1,9 (35,4)                                                                                            | 7,0 (44,6)                                                                                            | 10,2 (50,4)                                                                                           | 11,7 (53,1)                                                                                           | 11,1 (52)                                                                                             | 7,6 (45,7)                                                                                            | 3,6 (38,5)                                                                                            | −0,1 (31,8)                                                                                           | −4,6 (23,7)                                                                                           | 2,54 (36,58)                                                                                          |
| Апсолутни минимум, °C (°F)                                                                            | −35,4 (−31,7)                                                                                         | −32,9 (−27,2)                                                                                         | −24,0 (−11,2)                                                                                         | −8,3 (17,1)                                                                                           | −4,5 (23,9)                                                                                           | 0,7 (33,3)                                                                                            | 5,0 (41)                                                                                              | 0,2 (32,4)                                                                                            | −5,1 (22,8)                                                                                           | −9,9 (14,2)                                                                                           | −20,7 (−5,3)                                                                                          | −26,2 (−15,2)                                                                                         | −35,4 (−31,7)                                                                                         |
| Количина падавина, mm (in)                                                                            | 35 (1,38)                                                                                             | 26 (1,02)                                                                                             | 31 (1,22)                                                                                             | 36 (1,42)                                                                                             | 56 (2,2)                                                                                              | 74 (2,91)                                                                                             | 80 (3,15)                                                                                             | 70 (2,76)                                                                                             | 52 (2,05)                                                                                             | 46 (1,81)                                                                                             | 46 (1,81)                                                                                             | 40 (1,57)                                                                                             | 592 (23,3)                                                                                            |
| Дани са падавинама (≥ 1.0 mm)                                                                         | 8,8                                                                                                   | 7,0                                                                                                   | 7,9                                                                                                   | 7,7                                                                                                   | 9,5                                                                                                   | 9,9                                                                                                   | 10,0                                                                                                  | 8,9                                                                                                   | 8,7                                                                                                   | 8,4                                                                                                   | 9,7                                                                                                   | 10,1                                                                                                  | 106,6                                                                                                 |
| Извор: NOAA                                                                                           | | | | | | | | | | | | | |

### План града
Бјалисток је отприлике кружног облика, са средиштем око старог градског црквеног трга и дворца Браницки. Првобитно је територија града била око 50 хектара. Током година проширио се на оближња села. До почетка Другог светског рата територија града износила је 40 km². Обнова града након завршетка Другог светског рата и формирање Народне Републике Пољске довела је до даљег ширења. Град је 2006. достигао своју садашњу територију од 102 км².

## Окрузи
Град Бјалисток је подељен на 29 административних јединица, познатих на пољском као osiedla. Првих 27 од њих створено је 25. октобра 2004. године. Дојлиди Горње, настао је 23. октобра 2006. године од три насеља која су била укључена у град. Нови округ под називом Багновка створен је почетком 2021.
Град покрива 10.213 ха од чега је 3.210 ха пољопривредно земљиште, 4.889 ха су урбанизоване области, 85 ха су површинске воде и 65 ха је пустош. Састав округа варира од стамбених четврти у близини центра града, са комбинацијом вишеспратних стамбених зграда и индивидуалних кућа на малим парцелама, до индустријских и пољопривредних на рубовима града.

## Бјалистоцка агломерација
Војводство је Уредбом бр. 52/05 од 16. маја 2005. године створило Бјалистоцку агломерацију како би поспешило економски развој региона. Године 2006. популација метрополитанског подручја износила је 450.254 становника. Општине у близини Бјалистока полако губе свој пољопривредни карактер, постајући стамбена приградска насеља са стамбеним зградама и малим предузећима.

## Демографија
У јуну 2020. године, у граду је живело 297.585 становника. Међу градовима Пољске, Бјалисток је други по густини насељености, десети по броју становника и тринаести по површини. Историјски гледано, Бјалисток је био дестинација за унутрашњу и страну имиграцију, посебно из централне и источне Европе. Поред пољске мањине, у Бјалистоку је раније постојала јеврејска већина. Удео Јевреја у становништву Бјалистока порастао је са 22,4% (761) 1765. на 66,6% (6.000) 1808. и 76% (47.783) 1895. године. Према руском попису из 1897. године, од укупног становништва од 66.000, Јевреји су чинили 41.900 (око 63% процената). Према немачком попису из 1916, Јевреји су чинили око 72% становника (не мање од 40.000). Демографска ситуација се променила услед прилива пољских репатријаната, интелигенције и државних службеника, одлива Јевреја и проширења града после Првог светског рата. Према попису из 1931. године, становништво Бјалистока износило је 91.101: 45,5% (41.493) римокатолици, 43% (39.165) Јевреји (по вероисповести), и 8.2% (7,502) православни верници.
Године 1936. Бјалисток је имао 99.722 становника, од којих су: 50,9% (50.758) били Пољаци, 42,6% (42.482) Јевреји, 2,1% (2.094) Немци и 0,4% (359) Руси; 46,6% (45.474) се придржавало католичке вероисповести, 43% (42.880) јудаизма, 8,2% (8.177) православља и 2,9% (2.892 евангелизма. Други светски рат је променио све ово: 1939. године у Бјалистоку је живело око 107.000 људи, али је до 1946. године становништво пало на 56.759, са много мање етничке разноликости него што је то било раније. Тренутно градско становништво чини 97% Пољака, 2,5% Белоруса и 0,5% бројних мањина, укључујући Русе, Татаре из Липке, Украјинце и Роме. Већина данашњег раста становништва заснива се на унутрашњој миграцији унутар Пољске и урбанизацији околних подручја.

## Управа

### Градска влада
Бјалисток је, као и други већи градови у Пољској, градски округ (пољ. Miasto na prawach powiatu). Законодавну власт у граду има једнодомно градско веће Бјалистока (пољ. Rada Miasta), које има 28 чланова. Чланови савета се бирају директно сваке четири године, од којих је један градоначелник или председник Бјалистока (пољ. prezydent). Као и већина законодавних тела, Градско веће се дели на одборе који имају надзор над различитим функцијама градске власти. Предлози закона усвојени простом већином шаљу се градоначелнику, који их може потписати као закон. Ако градоначелник стави вето на предлог закона, Савет има 30 дана да надгласи вето двотрећинском већином гласова. Актуелни председник Бјалистока, изабран за свој први мандат још 2006. године, је Тадеуш Трусколаски који је победио на изборима као кандидат Грађанске платформе, међутим, он нема званичне везе са странком. У првом кругу избора добио је 49% гласова (укупно 42.889 гласова). У каснијем другом кругу победио је свог ривалског кандидата Марека Козловског из странке Право и правда (пољ. Prawo i Sprawiedliwość), добивши 67% гласова (53.018 гласова).
За фискалну годину 2010–2011 град је остварио приход (наметнути порези + инвестиције) од 1.409.565.525 злота, а потрошено је 1.676.459.102 злота, остављајући буџетски дефицит од 266.893.577 злота. Дефицит је покривен краткорочним задуживањем од 166.893.577 злота и издавањем општинских обвезница од 100 милиона злота.
Други нивои државног представљања

Такође је седиште владе Подласког војводства. Град представља неколико посланика оба дома пољског парламента (Сејма и Сената) из изборног округа Бјалистока. Бјалисток представља Подласки и Варминско-мазурски изборни округ у Европском парламенту.

### Међународни односи
У Бјалистоку постоји девет конзулата, генерални конзулат Белорусије и почасни конзулат Румуније, Финске, Босне и Херцеговине, Бугарске, Хрватске, Естоније, Луксембурга и Малте. Град Бјалисток је члан неколико организација као што су Унија пољских метропола (пољ. Unia Metropolii Polskich), Еврорегион Њемен, Пољска фондација зелена плућа, и Евроградови.
Бјалисток је град побратим са следећим градовима:
- Ајндховен, Холандија
- Каунас, Литванија
- Милвоки, САД[107]
- Дижон, Француска[108][109]
- Јехуд, Израел
- Јелгава, Летонија
- Мацара дел Вало, Италија
- Лусака, Замбија
- Борнова, Турска
- Чунгцуо, Кина
- Слијема, Малта
- Добрич, Бугарска

Бивши градови побратими:
- Иркутск, Русија
- Калињинград, Русија
- Псков, Русија
- Томск, Русија

Дана 27. фебруара 2022. године, Бјалисток је прекинуо партнерство са руским градовима као реакција на руску инвазију на Украјину 2022. године.
Партнерски градови:
- Луцк, Украјина
- Гори, Грузија
- Балци, Молдавија
- Гјумри, Јерменија
- Сумгајит, Азербејџан
- Гродно, Белорусија

## Војне јединице
Изградња железничке пруге Санкт Петербург-Варшава која је пролазила кроз град и представљала је стратешки нерв Руске Империје, резултирала је подизањем војног значаја града: 1879. године почела је изградња касарне Влодзимјерског пешадијског пука (тренутно је то подручје војводске болнице). Године 1884. основана је касарна Казањског пешадијског пука. Године 1887. подигнута је касарна Маријампољског змајевог пука. Године 1890. подигнута је касарна Харковског уланског пука.
Током међуратног периода и постојања Друге пољске републике, град је уживао у присуству 42. пешадијског пука (касарна у Вигоди), 10. литванског уланског пука (Кавалеријска улица) и 14. ескадриле коњске артиљерије (пољ. 14 Dywizjon Artylerii Konnej) (улица Бема), команде Подласке коњичке бригаде и резервног центра.
18. извиђачки пук (пољ. 18 Pułk Rozpoznawczy) пољских копнених снага налази се у Бјалистоку. Наслеђе јединице био је некадашњи 18. батаљон Територијалне одбране (пољ. 18 Białostocka Brygada Obrony Terytorialnej) а пре тога бивша 18. механизована бригада. Дана 31. децембра 2001, као резултат реструктурирања Оружаних снага, 18. механизована бригада (пољ. 18 Brygada Zmechanizowana) је распуштена и уместо ње је формиран 18. батаљон Територијалне одбране (пољ. 18 Białostocka Brygada Obrony Terytorialnej).
Коњичка бригада "Бјалисток" Друге републике Пољске Војске формирана је фебруара 1929. 1. априла 1937. "КБ Бјалисток" је преименована у Подласку коњичку бригаду (пољ. Podlaska Brygada Kawalerii). Њен штаб се налазио у Бјалистоку и деловао је као део Независне оперативне групе Нарев. Формирана је од Коњичке бригаде Бјалисток, која је постојала између фебруара 1929. и 30. марта 1937. године. Након совјетске инвазије на Пољску, остаци Бригаде су се борили и против трупа Вермахта и Црвене армије, капитулирајући 6. октобра 1939.
Током децембра 1993. наредбом начелника Генералштаба пољских оружаних снага формирана је 18. механизована бригада (пољ. 18 Brygada Zmechanizowana) у гарнизону у Бјалистоку. Јединица је формирана од 3. механизованог пука (пољ. 3 Pułk Zmechanizowany) и била је потчињена команданту 1. варшавске механизоване дивизије (пољ. 1 Warszawskiej Dywizji Zmechanizowanej im. Tadeusza Kościuszki). Дана 31. децембра 2001. године, као резултат реструктурирања Оружаних снага, 18. механизована бригада је расформирана и на њено место формиран је 18. батаљон Територијалне одбране.

## Економија
У деветнаестом веку Бјалисток је био важан центар лаке индустрије, што је био разлог значајног пораста становништва града. Традиција се наставила са многим фабрикама одеће основаним у двадесетом веку, као што је Фасти у округу Баћечки. Међутим, након пада комунизма 1989. године многе од ових фабрика су се суочиле са озбиљним проблемима и касније су затворене.
Стопа незапослености за новембар 2020. године у Бјалистоку била је 6,8%.
Просечно домаћинство из 2009. имало је месечни приход по глави становника од 1018,77 злота и месечне трошкове по глави становника од 823,56 злота
У близини града налазе се неколико граничних прелаза. Граница са Белорусијом је удаљена само 50 км, најближи гранични прелази се налазе у Бобровники (путни прелаз удаљен око 50 км од границе града), Кузњица Бјалостоцка (путни и железнички прелаз који се налази 60 км од границе града), Сјемјановка (железнички – теретни саобраћај), Половце (пут) и Черемча (железница). Пошто је граница са Белорусијом уједно и источна граница Европске уније, као и шенгенске зоне град је центар трговине са истоком.
Водеће индустријске гране у привреди града су прехрамбена индустрија (производња производа од меса, производа од воћа и поврћа, производња жестоких пића, производња смрзнуте хране, прерада житарица), електротехника (производња алата и опреме за алатне машине, производња електричних грејалице, производња и производња мешалица кућних апарата). Развијена је и машинска индустрија (електроника, машине и метал), прерада пластике (производња беле технике), текстила (текстил и тапацирунг, производња доњег веша, одевне галантерије, обуће и ранчева), дрво (производња шперплоче и намештаја), грађевинарствог материјала.

## Култура и туризам
Бјалисток је један од највећих културних центара у Подласком војводству. Атракције укључују групе извођачких уметности, уметничке музеје, историјске музеје, пешачке туре архитектонских/културних аспеката и широк избор паркова и зелених површина. Бјалисток је био у ужем избору за европску престоницу културе 2016. али је изгубио од Вроцлава
Иако Бјалисток поседује много атракција и организује много догађаја , град није популарна туристичка дестинација као што су то већи и значајнији туристички центри попут Варшаве и Кракова. Међутим, туристи се могу срести у самом граду, највише из Балтичких земаља .

### Позориште
Град има низ објеката за извођачке уметности, укључујући:
Позориште лутака у Бјалистоку (пољ. Bialostocki Teatr Lalek), основано 1953. године, једно је од најстаријих пољских луткарских позоришта. На репертоару су представе за децу и луткарске адаптације светске књижевности за одрасле. Због високог уметничког нивоа продукције, позориште је препознато као један од најбољих центара луткарске уметности у Пољској.
Драмско позориште Александар Вегјерки, смештено у згради коју је пројектовао Јарослав Гирина, изграђено је 1933–1938.
Подлашка опера и филхармонија – Европски уметнички центар у Бјалистоку је највећи институт уметности у североисточној Пољској и најсавременији културни центар у овом региону Европе. У његовом амфитеатру сваке године се крајем јуна одржава Халфвеј фестивал.

### Музеји
У граду постоји велики број музеја, укључујући:
Историјски музеј у Бјалистоку (пољ. Muzeum Historyczne w Białymstoku) је део Подласког музеја. Објекат поседује богату збирку архивске грађе и иконографије која илуструје историју Бјалистока и Подласије, као и низ културних реликвија средње класе, посебно у области занатских услуга. Ту је и Нумизматички кабинет који има збирке од 16.000 кованица, медаља и хартија од вредности. Музеј поседује једине збирке у земљи сувенира везаних за татарско насеље на пољско-литванско-белоруском региону.
Војни музеј у Бјалистоку (пољ. Muzeum Wojska w Białymstoku) основан је септембра 1968. као огранак Подласког музеја у коме се налазе истраживања и збирке многих људи повезаних са војном историјом североисточне Пољске.
Центар Лудвик Заменхоф (пољ. Centrum im. Ludwika Zamenhofa w Białymstoku) има сталну поставку Биалисток младог Лудвика Заменхофа, и разне привремене изложбе, концерте, филмске пројекције и позоришне представе. Центар има огранак Подлашке библиотеке Лукаша Горницког посвећену есперанто језику.
Меморијални музеј Сибир (пољ. Muzeum Pamięci Sybiru) је историјски музеј отворен 2021. године и посвећен сећању на Пољаке, као и људе других националности који су били жртве присилних депортација у Сибир од стране Русије и Совјетског Савеза.

### Паркови и зелене површине
Око 32% града заузимају паркови, тргови и шумски резервати што ствара јединствену и здраву климу. The green spaces include:
Дворац Браницки (пољ. Pałac Branickich) је историјско здање и парк површине 9,7 ha (24 acres) у Бјалистоку. На месту раније зграде у првој половини осамнаестог века изградио га је Јан Клеменс Браницки, богати хетман Државне заједнице Пољске и Литваније, као резиденцију погодну за човека чија је амбиција била да буде изабран за краља Пољске. Дворски комплекс са баштама, павиљонима, скулптурама, помоћним зградама и другим објектима и град са црквама, градском већницом и манастиром, који су изграђени готово у исто време по француским узорима, био је разлог што је град у 18. веку био познат као Подласки Версај (пољ. wersalem podlaskim).
Планти је парк од 14,94 ха настао између 1930. и 1938. године, под покровитељством тадашње војвоткиње Кошћиалковскјего Маријане Зиндраме, у областима поред дворца Браницки. Модернистичку композицију парка осмислио је Станислав Грала.

### Архитектура
Различите историјски вођене промене имале су веома значајан утицај на архитектонски простор града. Већина других пољских градова је пропатило слично, али су процеси у Бјалистоку имали посебно интензиван ток. Бројна историјска дела архитектуре више не постоје, док су многа друга обновљена у првобитној конфигурацији. Сачувано је врло мало историјских грађевина града - знаменитости су само ехо старог историјског облика Бјалистока.
Главне знаменитости укључују:
- Дворци: Браницики, Лубомирски, Хасбач, Новик
- Градска скупштина
- Бјалисточка катедрала
- Црква Светог Рока
- Црква Светог Адалберта
- Православна катедрала
- Манастир Милосрдних сестара
- Бивши Арсенал
- Бивша масонска ложа

- Кошћушки трг са Градском већницом
- Црква Светог Рока
- Црква Светог Адалберта
- Дворац Лубомирски
- Бивша масонска ложа
- Дворац Хасбач

## Спорт
Град има и професионалне и аматерске спортске тимове. ФК Јагјелоња Бјалисток је пољски фудбалски клуб, са седиштем у Бјалистоку, наступа у Екстракласи (највиши ранг), домаћин је на стадиону Бјалистока. ФК Јагјелоња Бјалисток је освојила Куп Пољске 2010. године, Суперкуп и квалификовала се за учешће у трећем колу квалификација УЕФА Лиге Евопе. Нови стадион са 22.500 места завршен је почетком 2015. године.
ФК Хетман Бјалисток (раније познат као Гвардија Бјалисток) је пољски фудбалски клуб са седиштем у Подласком војводству. Играју у дивизији IV (4. лига).
Лоулендерс Бјалисток је клуб америчког фудбала, са седиштем у Бјалистоку, који игра у Пољској лиги америчког фудбала (пољ. Polska Liga Futbolu Amerykańskiego) ПЛФА I конференција. Лоулендерси су били шампиони ПЛФА II конференције 2010. године са савршеном сезоном (8 победа у осам сусрета), након чега су остварили пласман у вишу конференцију (ПЛФА I) у 2011.

## Медији
Бјалисток има широк избор медија који опслужују град и околни регион. Постоје две локалне дневне новине: "Gazeta Współczesna" (36.3% тржишног удела) и "Kurier Poranny" (20.3% тржишног удела). Поред тога, два национална листа имају локалне бирое. Постоји низ националних и локалних телевизијских и радио канала доступних и преко етера са оближњег РТЦН Бјалисток (Кринице) Маст, седме највише грађевине у Пољској, поред локација за предајнике у граду. ТВП Бјалисток је један од регионалних огранака ТВП-а, пољског јавног телевизијског емитера. У граду постоји и систем кабловске телевизије. Град има две кампусне радио станице Радиосупел на Медицинском универзитету у Бјалистоку и Радио Акадера на Техничком универзитету у Бјалистоку.

## Религија
Почетком 1900-их, Бјалисток је био познат као град са највећом концентрацијом Јевреја од свих градова на свету. Године 1931. у граду је живело 40.000 Јевреја, чинећи скоро половину становништва града.
Град је седиште римокатоличке надбискупије Бјалистока. Папа Јован Павле II је 5. јуна 1991. године, током посете Бјалистоку, најавио оснивање Бјалисточке надбискупије чиме је окончан период привремене црквене управе дела Вилњнуске надбискупије који је после Другог светског рата, остао унутар пољске границе. У граду је и седиште Бјалисточко-гдањске епархије аутокефалне Пољске православне цркве. У Бјалистоку је највећа концентрација православних верника у Пољској. У Бјалистоку постоје следеће протестантске цркве: лутеранска парохија, две пентекосталне цркве, баптистичка црква, конгрегација Цркве Божје у Христу и Црква адвентиста седмог дана.
Бјалисток је дом за више од две хиљаде муслимана (углавном Татара). Постоји Исламски центар, Дом молитве и разне организације. Издаје се часопис – Pamięć i trwanie (ећање и истрајност).
У граду се налази манастир Милосрдних сестара са моштима Михала Сопоћка.
- Стара парохијска црква
- Базилика Узнесења Пресвете Богородице
- Црква Васкрсења
- Црква Свих Светих
- Православна црква Светог Духа
- П равославна црква Светог Николе у улици Липова

## Саобраћај
Град је и вековима је био главно саобраћајно чвориште за Војводство подласко и цео североисточни део Пољске. То је велики град на путевима Европске уније ("Via Baltica") и железници према Балтичким републикама и Финској. Такође је главни транзитни центар при трговини са Белорусијом због своје близине у односу на међународну границу и тренутних и дугогодишњих односа са Гродном, Белорусија.
У Бјалистоку од 2015. функционише систем за управљање саобраћајем. На 120 раскрсница семафори функционишу на следећи начин - аутомобили и аутобуси треба да прођу руту што је брже могуће. Специјалне камере снимају саобраћај као и време путовања. Возачи добијају ове информације на 19 информативних табли.
Бјалисток је један од већих градова у Пољској који не поседује трамвајски саобраћај.

### Железница
Путнички возови иду до Сувалкија, Гродна и Литваније до Варшаве и остатка европске путничке мреже. Путничке услуге пружају два провајдера железничких услуга, ПКП Интерсити који обезбеђује међуградске путничке возове (експрес, међуградски, еуросити, хотел и ТЛК) и "Przewozy Regionalne" који управља само регионалним путничким возовима које финансира војводство. Путнички возови се углавном састоје од електричних вишеструких јединица (на електрифицираним линијама) или шинских аутобуса.

### Аутобуси
Постоји широка аутобуска мрежа која покрива цео град са три аутобуске линије, али не постоје трамваји или метро. Три аутобуска оператера (КПКМ, КПК и КЗК) су у власништву града и сваки дели приближно трећину линија и аутобуског возног парка.
Возни парк се састоји од хибридних и електричних аутобуса.

### Бициклистичке стазе
До 2020. године у Бјалистоку је већ било преко 158 км бициклистичких стаза.
Општински систем изнајмљивања бицикала назива се БиКеР и отворен је 2014. године. Систем се првобитно заснивао на 30 станица опремљених са 300 бицикала. Град има четири јавне станице за поправку бицикала, у којима се могу поправити приватни бицикли. Станице се налазе на местима где је забележен највећи промет градских бицикала.

### Аеродроми
Цивилни аеродром, аеродром Бјалисток-Кривлани, налази се унутар граница града, али не пружа редовне услуге. Постојали су планови у 2011. да се изгради нови регионални аеродром, аеродром Бјалисток-Сањки, који би омогућио летове унутар Европе.
Закључно са априлом 2023. године , град не поседује међународни аеродром како је претходно било замишљено.

## Образовање
Високо образовање у граду се може пратити од друге половине 18. века када је власништво над градом наследио пољски крунски хетман Јан Клеменс Браницки. Као покровитељ уметности и науке, Браницки је подстицао бројне уметнике и научнике да се населе у Бјалистоку како би искористили Браницково покровитељство. Године 1745. Браницки је у граду основао прву војну школу у Пољској, Цивилну и војну школу.
Од пада комунизма основане су многе приватне високошколске установе и њихов број се и даље повећава. Тренутно у Бјалистоку постоји један главни државни универзитет (Универзитет у Бјалистоку) и два друга јавна специјалистичка универзитета (Технички универзитет у Бјалистоку и Медицински универзитет у Бјалистоку). Неке институције, као што је Музичка академија у Бјалистоку, су огранци својих матичних институција из других градова, обично Варшаве.

## Значајни становници
Током векова, један број људи из Бјалистока био је истакнут у области науке, језика, политике, религије, спорта, визуелне уметности и извођачких уметности. Ово окружење је створено средином осамнаестог века под покровитељством Јана Клеменса Браницког за уметност и науку. Ту спадају Ришард Качоровски, последњи председник Републике Пољске у егзилу, Лудвик Лазар Заменхоф, творац Есперанта, Алберт Сејбин, ко-произвођач Орално полио вакцине, Изабела Скорупко, глумица, Макс Вебер, сликар. Томаш Багињски, илустратор, аниматор и редитељ, номинован за Оскара 2002. за анимирани кратки филм Катедрала.